# Éditions Grasset & Fasquelle
Die Éditions Grasset & Fasquelle (früher Éditions Bernard Grasset) ist ein 1907 von Bernard Grasset (1881–1955) gegründeter französischer Verlag in Paris (Rue des Saints-Pères). Er ist einer der bedeutendsten Literaturverlage Frankreichs.
Wegen seiner Bedeutung innerhalb der französischsprachigen Literatur (insbesondere als Verlag vieler Autoren, die den Prix Goncourt erhielten) wurde er schon mehrfach mit der Éditions Gallimard und der Éditions du Seuil verglichen und als Galligrasseuill karikiert.

## Geschichte
Der Verlag wurde als Les Editions Nouvelles gegründet und veröffentlichte schon 1911 und 1912 Bücher von Preisträgern des Prix Goncourt. 1913 veröffentlichten sie Du côté de chez Swan des damals noch unbekannten Marcel Proust, dessen Manuskript zuvor von mehreren Verlagen zurückgewiesen worden war. Ab den 1920er Jahren kamen Autoren wie André Maurois, François Mauriac, Henry de Montherlant und Paul Morand dazu und 1921 wurde die Reihe Les Cahiers verts gegründet. Weitere Autoren waren Jean Cocteau, Raymond Radiguet, Blaise Cendrars, Drieu la Rochelle, Jean Guéhenno, Jean Giono, Philippe Soupault, Joseph Delteil, Charles-Ferdinand Ramuz, André Malraux.
Nach der Befreiung von Paris 1944 und dem Ende des Vichy-Regimes und der deutschen Besatzung musste Bernard Grasset vorübergehend die Verlagsleitung aufgeben, da die Commission consultative de l’épuration ihm Kollaboration mit den Besatzern vorwarf. Der Strafantrag vom 31. Oktober 1945 lautete auf lebenslanges Berufsverbot und Auflösung des Verlags. Grasset wurde 1949 wieder in seine Rechte eingesetzt und 1953 amnestiert.
Grasset entdeckte Anfang der 1950er Jahre Hervé Bazin und Jacques Laurent. 1954 verkaufte er an Hachette Livre. Unter dem Neffen von Grasset, dem Schriftsteller Bernard Privat (1914–1985), wurde der Verlag neu organisiert und fusionierte 1967 mit dem Verlag Fasquelle.
Unter Privat kamen Autoren wie Jean-Claude Fasquelle (* 1930), Yves Berger, François Nourissier, Françoise Mallet-Joris, Matthieu Galey, Françoise Verny, Edmonde Charles-Roux (Prix Goncourt), Michel Butor, André Pieyre de Mandiargues, Teilhard de Chardin, René de Obaldia, Jacques Laurent, Dominique Fernandez, Kléber Haedens, Christine de Rivoyre, Christiane Rochefort sowie Bernard-Henri Lévy und andere Vertreter der Nouvelle Philosophie hinzu.
Privat zog sich 1981 zurück und Jean-Claude Fasquelle (der auch Enkel des Verlegers von Émile Zola war) übernahm die Verlagsleitung. Zu den Autoren unter seiner Ägide gehörten Gabriel García Marquez, Umberto Eco, T. C. Boyle, Héctor Bianciotti, Lucien Bodard, Marc Lambron, Daniel Boulanger, Patrick Rambaud,  Benoite Groult, François Weyergans, Jean Vautrin, Amin Maalouf, Pascal Bruckner, Daniel Rondeau, Jacques Chessex, Jean-Pierre Milovanoff, Frédéric Beigbeder, Yann Moix, Christophe Donner, Christophe Bataille, Lorette Nobécourt, Virginie Despentes. 1983 gründete Fasquelle die Reihe Les Cahiers Rouge.
2000 übernahm Olivier Nora die Verlagsleitung. Zu den Autoren gehören ab den 2000er Jahren Anne Berest, Delphine Coulin, Charles Dantzig, Alexandre Jardin, Dany Laferrière, Andreï Makine, Léonora Miano, Pascal Quignard, Jean Rouaud, Karine Tuil,  Edwidge Danticat, Joan Didion, Charles Frazier, Robert Galbraith, Nadine Gordimer, Mohsin Hamid, Charles Lewinsky, Patrick McGuinness, V. S. Naipaul, Lawrence Norfolk, José Luís Peixoto, Annie Proulx, Joanne K. Rowling, Sandro Veronesi. Hinzu kommen klassische Autoren (unter anderem Hermann Hesse) und zum Beispiel Briefausgaben von berühmten Malern.
2016 hatte Grasset & Fasquelle rund 5000 Titel im Katalog und veröffentlichen pro Jahr rund 170 neue Titel (Stand 2017).